# Pelochelys
Pelochelys Gray, 1864 è un genere di tartarughe della famiglia dei Trionichidi.

## Tassonomia
Al genere sono ascritte le seguenti tre specie:
- Pelochelys bibroni (Owen, 1853) - tartaruga guscio molle gigante della Nuova Guinea
- Pelochelys cantorii Gray, 1864 - tartaruga guscio molle gigante di Cantor
- Pelochelys signifera Webb, 2002 - tartaruga guscio molle gigante della Nuova Guinea settentrionale